# Älvsborgs regemente
Älvsborgs regemente (I 15/Fo 34) var ett infanteriförband inom svenska armén som verkade i olika former åren 1624–1998. Förbandsledningen var förlagd i Borås garnison i Borås.

## Historia

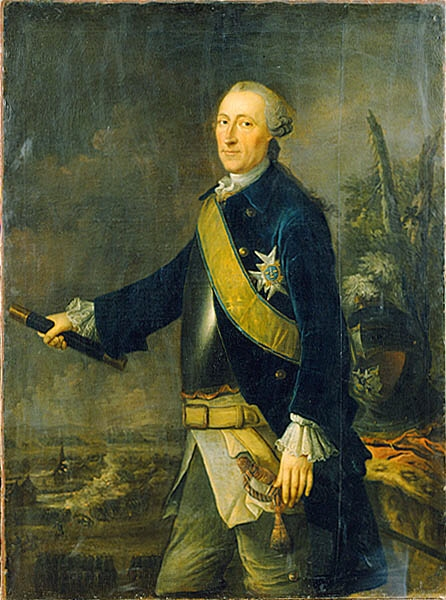
Reinhold Johan von Lingen iklädd uniform m/1756 för regementet. Målning från 1759 av Daniel Woge.

### Bildandet
Som en del av den stora reformation av Sveriges krigsmakt Gustav II Adolf genomförde sattes de svenska landskapsregementena upp 1624. Älvsborgs regemente sattes upp i Västergötland med bas i Sjuhäradsbygden. Under hela regementets 374-åriga historia var Älvsborgs regemente ett infanteriregemente och under korta perioder utbildade regementet även pansarinfanteri. Redan innan regementet sattes upp fanns det förband från Västergötland och Dalsland. Dessa var organiserade i fänikor. När man sedan satte upp Älvsborgs regemente 1624 utgjorde dessa fänikor stommen i regementet.
I 1634 års regeringsform fastställdes den svenska regementetsindelningen, där det angavs att armén skulle bestå av 28 regementen till häst och fot, med fördelningen av åtta till häst och 20 till fot. De indelta och roterande regementena namngavs efter län eller landskap, medan de värvade regementena uppkallades efter sin chef. Regeringsformen angav Älvsborgs regemente som det elfte i ordningen. Dock blev det ett nummer som aldrig användes, annat än för att ange regementets plats, enligt den då gällande rangordning.
År 1680 när Karl XI organiserade indelningsverket bestämdes det att regementet skulle bestå av åtta kompanier som skulle rekryteras från de sju häradena Mark, Bollebygd, Kind, Redväg, Ås, Gäsene och Veden (därav namnet Sjuhäradsbygden). Det åttonde kompaniet rekryterades främst från Askims och Örgrytes härader i dagens Göteborg.
Regementet deltog i så gott som samtliga svenska krig i antingen fältarmén eller som besättning i svenska fästningar både inom Sverige och i andra delar av riket (se kampanjer). Efter slaget vid Gadebusch marscherade den svenska hären, vilken bland annat bestod av Älvsborgs regemente västerut. Efter Gadebusch började förplägnaden och ammunitionen sina och den 6 maj 1713 tvingades Magnus Stenbock och sin kvarvarande armé kapitulera vid Tönnigen i norra Tyskland, något som kom att kallas för Stenbocks kapitulation vid Tönnigen. Kapitulationen resulterade i att hela Älvsborgs regemente hamnade i dansk fångenskap. Året därpå, 1714, återuppsattes regementet i Sverige. Det nyuppsatta regementet, under överste Carl Otto Lagercrantz ledning, var med om att stävja Dalupproret 1743.

### Rangordningen
Den rangordning som hade fastställts i 1634 års regeringsform började halta och skapa luckor efter freden i Fredrikshamn den 17 september 1809, då Finland tillföll Ryssland och de svenska regementen i Finland upplöstes. Därmed fanns det ett behov av att skapa ett nytt system. Under kronprins Karl Johans tid infördes 1816 ett nytt numreringssystem, där de svenska regementena genom en generalorder den 26 mars 1816 tillfördes ett officiellt ordningsnummer, till exempel № 15 Älvsborgs regemente. Till grund för numreringen låg inte bara ett regementes status, utan också de svenska landskapens inbördes ordning, samt att Svealand, Götaland och Norrland skulle varvas. De lägsta ordningsnumren tilldelades "liv- och hus- trupperna". Dessa nummer hade dock ingenting med rangordningen att göra, vilket bland annat framgår av gamla förteckningar där infanteri- och kavalleriförband är blandade just med hänsyn till rang och värdighet.

### Ordningsnumret
I samband med 1914 års härordning justerades 1914 samtliga ordningsnummer inom armén. För till exempel Älvsborgs regemente innebar det att regementet blev tilldelad beteckningen I 15. Justeringen av beteckningen gjordes för att särskilja regementen och kårer mellan truppslagen. Det med bakgrund till att namn och nummer som till exempel № 3 Livregementets grenadjärkår och № 3 Livregementets husarkår kunde förefalla egendomliga för den som inte kände till att förbanden ifråga tillhörde skilda truppslag.

### 1925 års försvarsbeslut
Regementet klarade sig från avvecklingen genom försvarsbeslutet 1925, men regementet kom, i likhet med övriga infanteriregementet, att reduceras med en bataljon och kom att från den 1 januari 1928 bestå av två infanteribataljoner. År 1949 omorganiserades regementet med brigad till pansarinfanteri och satte tillsammans med Skaraborgs regemente (P 4) upp pansarbrigaden PB 5. År 1969 överfördes Älvsborgsbrigaden till infanteriet och fick där beteckningen IB 45. 

### OLLI-reformen
I samband med OLLI-reformen, vilken genomfördes inom försvaret åren 1973–1975, sammanslogs Älvsborgs regemente med Älvsborgs försvarsområde (Fo 34). Och från den 1 juli 1975 bildade försvarsområdesregementet I 15/Fo 34. Detta medförde att Älvsborgs regemente blev ett A-förband (försvarsområdesregemente). Inom Älvsborgs försvarsområde var Älvsborgs regemente ensamt förband. Inom ett försvarsområde tillfördes A-förbanden det samlade mobiliserings- och materialansvaret, och B-förband svarade endast som ett utbildningsförband.

### 1974 års regeringsform
I samband med att 1974 års regeringsform trädde i kraft den 1 januari 1975, ändrades namnet från Kungliga Älvsborgs regemente till enbart Älvsborgs regemente. Samtidigt fråntogs Konungen den formella rollen som högste befälhavare för krigsmakten, vilket även kom att gälla rollen som förbandschef över gardesförbanden. Från den 1 januari 1975 kvartsod monarken enbart som hederschef över gardesförbanden.

### Försvarsbesluten
Genom försvarsutredning 88 stod det klart att fyra brigadproducerande regementen skulle avvecklas. Bakgrunden var att de ekonomiska problem som uppkommit inom försvaret under 1970-talet och 1980-talet, kvarstod och rätades ej ut i samband med försvarsbeslutet 1987. Därav begärde Regeringen Carlsson I en ny utredning från överbefälhavaren Bengt Gustafsson, Försvarsutredning 88 (FU 88), om arméns utveckling. Utredning ledde till att Riksdagen i december 1989 beslutade om att armén från den 1 juli 1992 skulle bestå av 18 brigader (en minskning med 11 brigader). I valet av vilka brigadproducerande regementen som skulle avvecklas ställdes hela tio regementen mot varandra. Värmlands regemente (I 2/Fo 52) i Karlstad, Livregementets grenadjärer (I 3/Fo 51) i Örebro, Livgrenadjärregementet (I 4/Fo 41) i Linköping, Kronobergs regemente (I 11/Fo 16/18) i Växjö, Norra Smålands regemente (I 12/Fo 17) i Eksjö, Hälsinge regemente (I 14/Fo 21) i Gävle, Älvsborgs regemente (I 15/Fo 34) i Borås, Hallands regemente (I 16/Fo3l) i Halmstad, Bohusläns regemente (I 17) i Uddevalla och Norra skånska regementet (P 6/Fo 14) i Kristianstad.
I den första samlade bedömningen ansågs Livgrenadjärregementet (I 4/Fo 41), Kronobergs regemente (I 11/Fo 16/18) och Älvsborgs regemente (I 15/Fo 34) ha de bästa förutsättningar för att utbilda två brigader samt att utbilda mekaniserade brigader. Men där Livgrenadjärregementet och Norra Smålands regemente ansågs ha de bästa övningsmöjligheter med andra truppslag, genom de garnisonsfördelar respektive regemente hade genom att andra förband inom garnisonsorten.
I den process som följde ställdes regementen inom militärområdena mot varandra. Inom Västra militärområdet ställdes Älvsborgs regemente (I 15/Fo 34) och Hallands regemente (I 16/Fo 31) mot Bohusläns regemente (I 17). Älvsborgs regemente ansågs ur beredskapssynpunkt lämpligt lokaliserat med hänsyn till närheten till Landvetter och Göteborg, men även det centrala läget i Västsverige sett ur värnpliktsresesynpunkt. Hallands regemente ansågs ha goda möjligheter att utbilda en infanteribrigad för denna del av landet. Till fördel för Älvsborgs regemente (I 15/Fo 34) och Hallands regemente (I 16/Fo 31) var även att de båda var försvarsområdesregementen. Medan det territoriella ansvaret för Göteborgs och Bohus försvarsområde upprätthölls av Västkustens marinkommando. Regeringen förslog därmed att Bohusläns regemente (I 17) skulle avvecklas. Kvar i Uddevalla skulle en försvarsområdesgrupp organiseras. Avvecklingen av grundutbildningen i Uddevalla skulle vara helt genomförd den 30 juni 1992.
Inför försvarsbeslutet 1992 föreslog regeringen att krigsorganisationen skulle spegla fredsorganisationen. Därmed föreslog att brigaden vid regementet skulle avskiljas från regementet, och bilda ett självständigt kaderorganiserat krigsförband inom Södra militärområdet (Milo S). Den nya organisationen trädde i kraft den 1 juli 1994, där regementet bland annat kom att omfatta en försvarsområdesstab, depåverksamhet, skjutfältsdetalj och hemvärns- och frivilligsdetalj. 

### Regementets nedläggning
Inför försvarsbeslutet 1996 föreslog Försvarsmakten att omlokalisera Livregementets husarer till Borås. För att där bilda en större armégarnison bestående av Älvsborgs regemente, Älvsborgsbrigaden och Livregementets husarer. Regeringen ansåg dock att Livregementets husarer skulle kvarstå i Karlsborg. Vidare hade Försvarsmakten föreslagit att även avveckla Göta luftvärnskår i Halmstad. Men även där ansåg regeringen att Göta luftvärnskår skulle kvarstå. Istället förslog regeringen att Älvsborgsbrigaden och Älvsborgs regemente skulle avvecklas. Detta då garnisonen i Borås ansågs ha begränsade utvecklingsmöjligheterna beträffande produktion av mekaniserade förband. Att avveckla garnisonen i Borås, skulle samtidigt ge möjligheten att sänka kostnaderna genom att bibehålla garnisonen i Halmstad.
Avvecklingen av Älvsborgs regemente samt Älvsborgsbrigaden gjordes i två etapper. Den första etappen var att grundutbildningen vid Älvsborgsbrigaden (IB 15) av värnpliktiga upphörde den 31 december 1997, den andra var när regementet med försvarsområdesstab avvecklades den 30 juni 1998. Från den 1 januari 1998 kom Älvsborgs försvarsområde (Fo 34) att integreras i Västra Götalands försvarsområde (Fo 32). Som stöd till hemvärn och frivilligverksamheten inom före detta Älvsborgs försvarsområde bildades försvarsområdesgruppen Älvsborgsgruppen. Regementets siste chef blev Öv 1. Matts Liljegren.

## Ingående enheter
Genom 1901 års härordning fastställdes att tillgång till trupp skulle regleras genom allmän värnplikt, vilket bland annat resulterade i att infanteriregementena utökades med en bataljon och kom att omfatta tre infanteribataljoner. I samband med krigsutbrottet 1914 fastställdes försvarsbeslutet 1914, vilket bland annat medförde att linjeregementet I 9 organiserades och mobiliserades. I likhet med övriga infanteriregementen skulle också ett reservregemente sättas upp, dock kom dessa aldrig att mobiliseras. Vidare infördes en brigadorganisation inom armén, där två infanteriregementen bildade en brigad. I 9 tillsammans med I 15 bildade 5. infanteribrigaden, ingående i III. arméfördelningen. Genom försvarsbeslutet 1925 reducerades försvaret kraftigt. Bland annat så utgick reservregementena samt att antalet arméfördelningar reduceras med två. Vidare reducerades samtliga infanteriregementen med en bataljon och kom att från den 1 januari 1928 bestå av två infanteribataljoner. De tidigare linjeregemente ersattes samtidigt med begreppet fältregemente. Som en följd av försvarsnedskärningarna under slutet av 1920-talet, kunde regementet vid krigsutbrottet 1939 endast mönstra två bataljoner, dock var dessa inte helt fulltaliga eller rustade. I den nya organisationen kom regementet underställas chefen för Västra arméfördelningen. Genom försvarsbeslutet 1942 stärktes dock försvarets krigsorganisation, vilket bland annat medförde att infanteriregementena tillfördes en tredje bataljon, samt att i stort sett samtliga kom att sätta upp två fältregementen. Dels det ordinarie regementet, men sen ett helt nytt som blev ett så kallat dubbleringsregemente. Dubbleringsregementet erhöll det ordinarie regementets nummer plus 30. Det vill säga fältregementetna numrerades som i Älvsborgs regementes fall, I 15 och I 45. Det fredstida regementet betecknades som I 15 depå, för att särskilja det från krigsförbanden. Genom försvarsbeslutet 1948 kom fältregementena att omorganiseras till brigader.

### 5.infanteribrigaden
5. infanteribrigaden var en infanteribrigad inom III. arméfördelningen som verkade åren 1915–1927 och bestod av Skaraborgs regemente och Älvsborgs regemente.

### Västgötabrigaden
Västgötabrigaden (IB 15) bildades 1949 genom att fältregementet Västergötlands regemente (I 15) omorganiserades till brigad. Genom försvarsbeslutet 1972 kom brigaden att bli Älvsborgs regemente sekundära brigad. Brigaden kom att upplösas den 30 juni 1991 i samband med försvarsutredning 1988, där det beslutades att samtliga brigader organiserade efter förbandstypen IB 66M skulle avvecklas senast den 30 juni 1992.

### Älvsborgsbrigaden
Älvsborgsbrigaden (IB 15) ursprungligen  Älvsborgsbrigaden (IB 45) bildades 1950 genom att fältregementet Älvsborgs regemente (I 45) omorganiserades till brigad. Genom försvarsbeslutet 1972 kom brigaden kom att bli Älvsborgs regemente anfallsbrigad, då den antogs till brigadorganisationen IB 77. Den 1 juli 1994 avskildes Älvsborgsbrigaden från regementet, och blev ett kaderorganiserat krigsförband inom Södra militärområdet (Milo S). Brigaden avvecklades den 31 december 1997 i samband med försvarsbeslutet 1996.

### Älvsborgs försvarsområde
Älvsborgs försvarsområde (Fo 34), ursprungligen Uddevalla försvarsområde (Fo 34), bildades den 1 oktober 1942, och hade sin stab lokaliserad till Uddevalla garnison. Den 1 juli 1958 omgrupperades staben till Vänersborg, och antog namnet Älvsborgs försvarsområde. I samband med OLLI-reformen den 1 juli 1975 fick Älvsborgs försvarsområde gemensam stab med Älvsborgs regemente (I 15). Genom den omorganisationen lokaliserades försvarsområdesstaben till Borås. Den 1 januari 1998 kom Göteborgs och Bohus försvarsområde (Fo 32), Älvsborgs försvarsområde (Fo 34) och Skaraborgs försvarsområde (Fo 35) tillsammans bildade Västra Götalands försvarsområde (Fo 32), med stab i Göteborg. Älvsborgs försvarsområde upplöstes och avvecklades tillsammans med regementet den 30 juni 1998.

### Utbildningskompanier

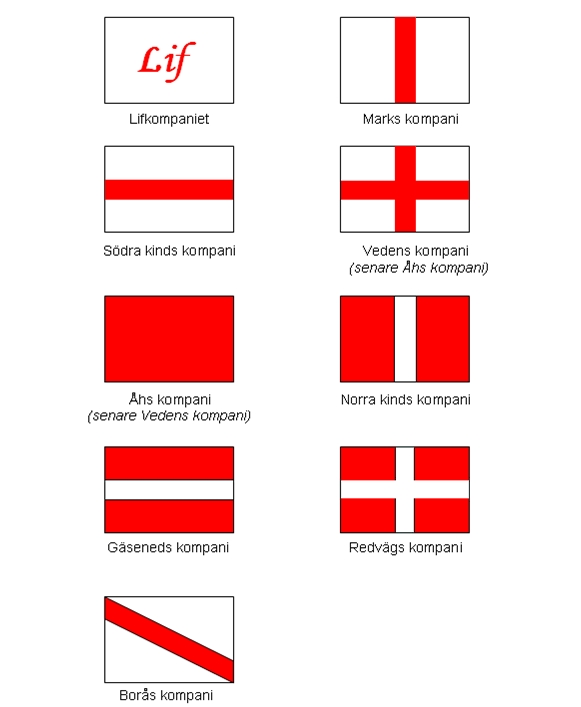
Kompaniflaggor (kompanitecken) ur Älvsborgs regemente fram till 1995. Observera att någonstans i tiden har "Vedens" och "Åhs" kompanier bytt flaggor med varandra.

1. Livkompaniet
2. Marks kompani
3. Gäsened kompani
4. Åhs kompani
5. Redvägs kompani
6. Norra Kinds kompani
7. Södra Kinds kompani
8. Borås kompani
9. Vedens kompani

## Förläggningar och övningsplatser

### Förläggning
När indelningsverket avskaffades och den värnpliktiga armén introducerades i början av 1900-talet flyttade regementet 1914 in till nybyggda kaserner inne i centrala Borås. Kasernetablissementet uppfördes efter 1901 års härordningsprogram efter kasernbyggnadsnämndens första serie typritningar. Kasernerna tillsammans med kanslihuset inramade en stor kaserngård i klassisk regementsarkitektur signerad Victor Bodin. Totalt uppfördes drygt 130 byggnader inom kasernområdet.
Efter att brigaden och regementet hade avvecklats 1998, kvarstod Älvsborgsgruppen inom kasernområdet. Genom försvarsbeslutet 2004 kom Älvsborgsgruppen sammanslås den 1 juli 2005 med Göteborgsgruppen, vilka antog det nya namnet Elfsborgsgruppen vilka lokaliserades till Göteborgs garnison på Käringberget i Västra Frölunda.
Från att Älvsborgsgruppen avvecklats, kvarstod Försvarsmakten från 2006 som hyresgäst till en mindre lokal inne på det före detta regementsområdet. Lokal användes som truppserviceförråd och expedition för Älvsborgs hemvärnsbataljon. Hyresvärden sade upp Försvarsmaktens hyreskontrakt 2010, och efter 96 år lämnade Försvarsmakten regementsområdet på Göta för gott. Älvsborgs hemvärnsbataljon flyttade till nya lokaler i Borås.
Efter att den militära närvaron försvunnit från området har civila företag successivt flyttat in på gamla regementsområdet där Borås kommun har byggt en företagspark kombinerat med bostäder, som passande nog fått namnet "Regementet".

### Övningsplatser
Bråts skjutfält har trots att regementet lagts ned fortsatt verksamhet för Försvarsmakten. Skaraborgs regemente administrerade till och med 2013 skjutfältet som i huvudsak utnyttjas av Elfsborgsgruppens hemvärnsförband. Skjutfältet avvecklades 2013-06-30 förutom att en skjutbana bibehålls även på sikt. Den skjutbanan administreras idag av Elfsborgsgruppen.

## Heraldik och traditioner

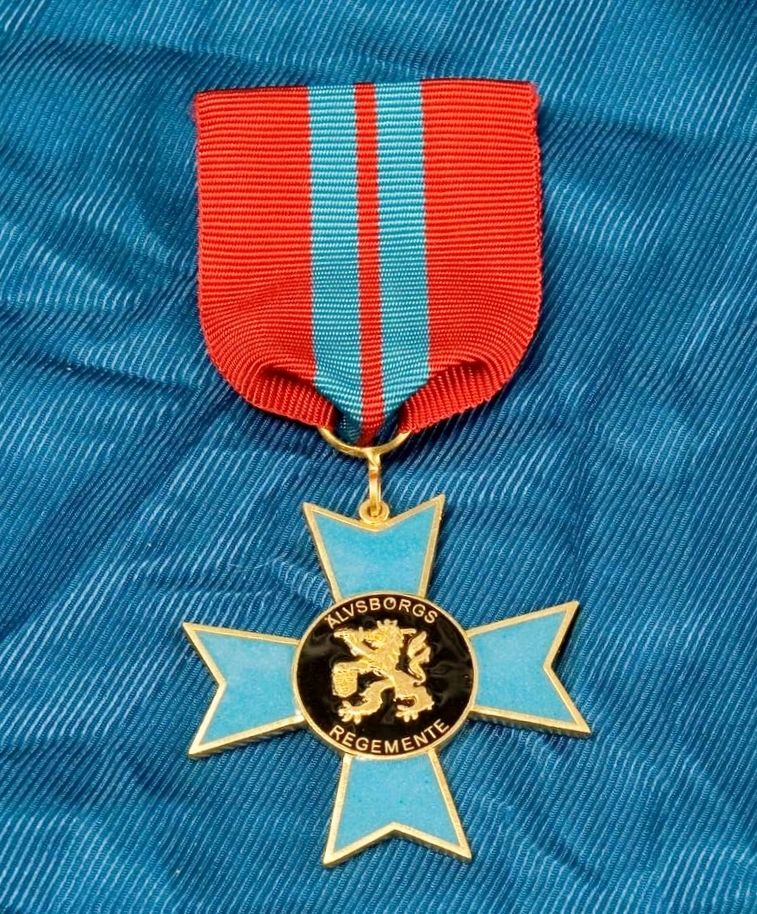
Regementes minnesmedalj

Elfsborgsgruppen är även det förband som för regementets traditioner vidare. År 2015 fanns det förslag på att döpa om Försvarsmedicincentrum (FömedC) i Västra Frölunda till Älvsborgs alternativt Göteborgs regemente med Försvarsmedicincentrum för att visa på militär närvaro i Göteborg och Sjuhärad. Då Försvarsmedicincentrum med Elfsborgsgruppen idag för Älvsborgs regementes traditioner vidare bär fast anställda officerare såväl som fast anställda insatssoldater på Försvarsmedicincentrum före detta Älvsborgs regementes förbandstecken på axelklaffarna, Arméns blå basker och infanteriets truppslagstecken på sina uniformer.
Under perioden 1952–1956 bemannade Livregementets husarer (K 3) en cykelkavallerikontingent vid Älvsborgs regemente. Kontingenten bestod av två skvadroner från Livregementets husarer, medan befälen överfördes från det avvecklade Skånska kavalleriregementet. Första inryck av värnpliktiga skedde den 6 maj 1952, det vill säga årsdagen som Älvsborgs regemente upplöstes den 6 maj 1713. Den 30 juni 1956 avvecklades detachementet i Borås.
Hösten 2016 föreslog riksdagsledamoten Johan Büser i en motion till riksdagen att namnändra Försvarsmedicincentrum i Göteborg till ett mer ändamålsenligt namn. I motionen lyftes det fram att i framtagande av ett nytt namn var det viktigt med deltagande av ledningen för Göteborgs garnison. I motionen lyftes ett namn som möjligt, Göteborgs regemente. Riksdagen ställde sig bakom motionen med att ersätta namnet Försvarsmedicincentrum (FömedC) i Göteborg med ett mer ändamålsenligt namn som motsvarar befintlig verksamhet i enlighet med önskemål. Beslut i frågan väntades genom Försvarsutskottets betänkande 2016/17:FöU6.

### Förbandsfanor
Regementet har fört ett antal fanor genom åren. Den 24 juni 1854 överlämnade dåvarande kronprinsen, sedermera kung Karl XV de sista bataljonsfanorna till regementet. Fanorna var av så kallad Oscar I:s typ, och mottogs vid ett stormöte på Axevalla hed. Från 1904 antog regementet 1. bataljonens fana som regementsfana (vilken hänger sedan 1998 i Älvsborgsmässen på Göteborgs garnison). År 1995 mottog regementet sin sista fana, vilken överlämnades av ÖB, general Owe Wiktorin. Efter att regementet avvecklades kom Älvsborgsgruppen att föra fanan. Sedan 1 juli 2005 förs fanan av Elfsborgsgruppen i Sjuhäradsområdet och förvaras i Borås. Fanmönstret har i grunden varit oförändrat sedan 1600-talet.

### Kamratförening
Vid Älvsborgs regemente bildades den 18 juni 1939 kamratföreningen Älvsborgs regemente kamratförening, vilken är en ideell förening och har som syfte att vara en länk och samlingsplats mellan anställda eller värnpliktiga som tjänstgjort vid Älvsborgs regemente och Älvsborgsbrigaden, vidare vårdar föreningen förbandets minne och traditioner. Sedan 2010 är kamratföreningen sammanslagen med föreningen Kungl Älvsborgs regementes officerskår.

### Minnesstenar

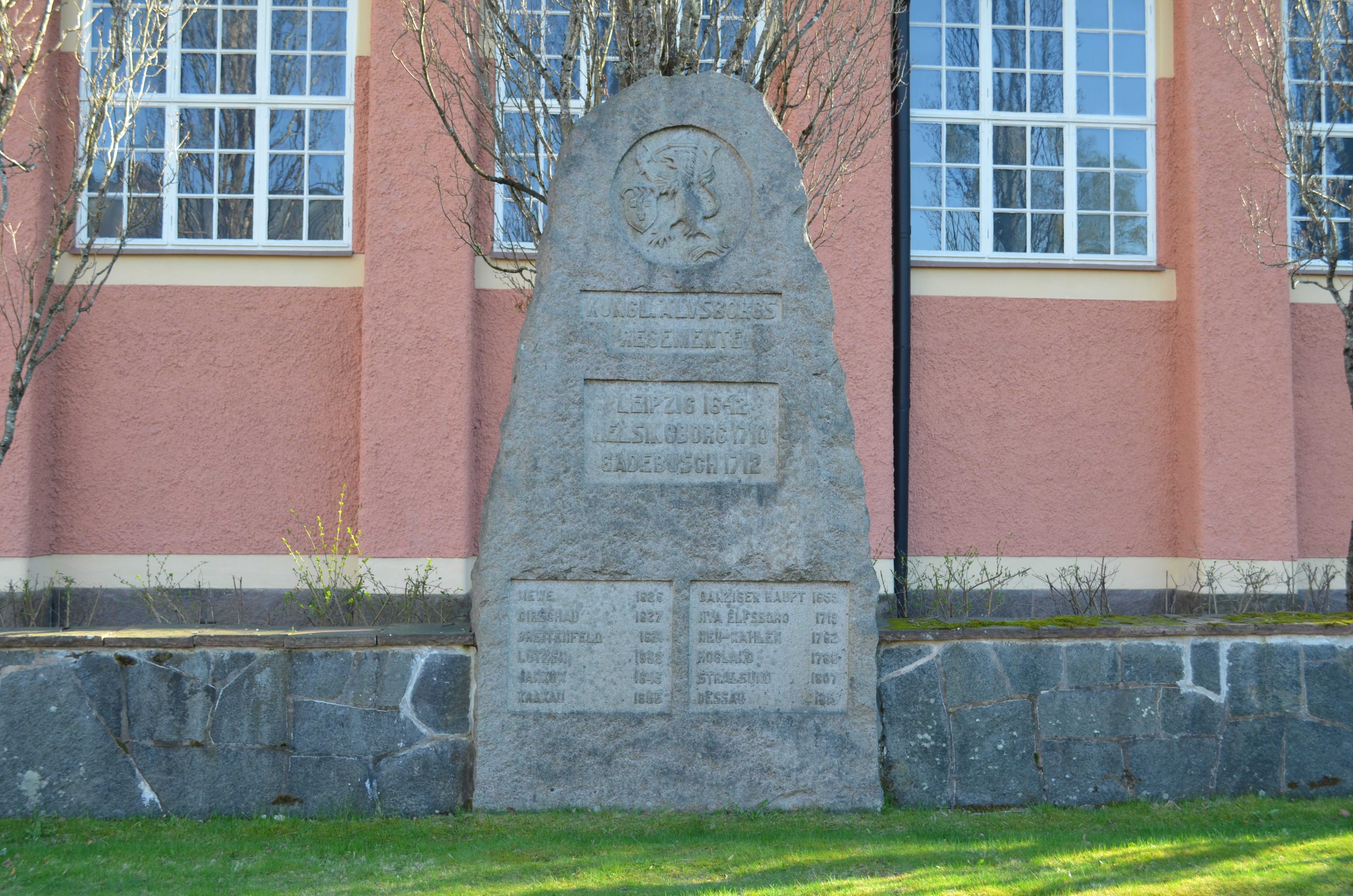
Minnessten över regementet med dess segernamn.

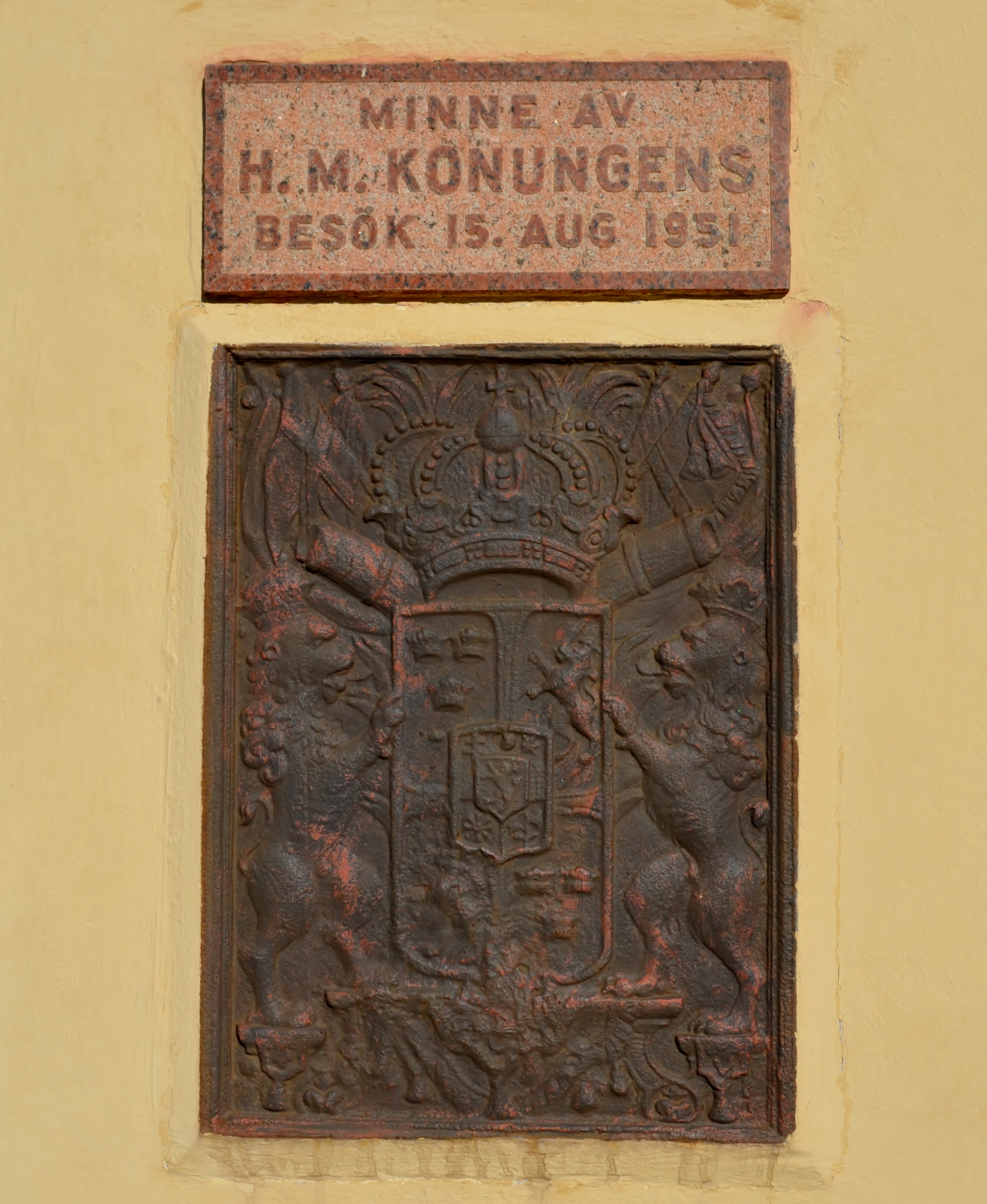
Minnesplatta över H.M Konungens besök den 15 augusti 1951.

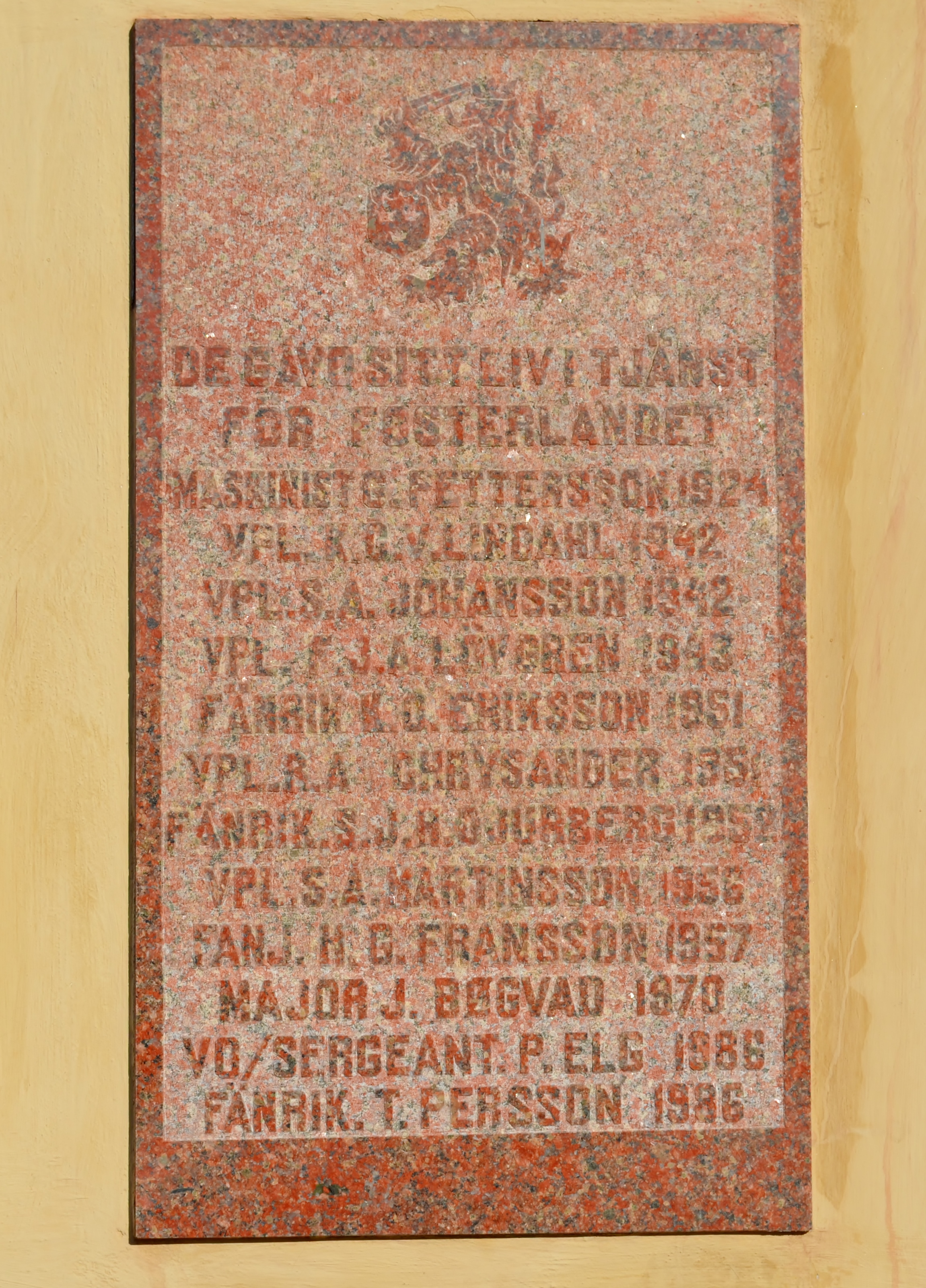
Minnesplatta över omkomna värnpliktiga och officerare i tjänst för regementet under 1900-talet.

Nedanför Militärpalatsets restaurang vid före detta Älvsborgs regemente står en minnessten rest över alla slag Kungliga Älvsborgs regemente deltagit i. Slagen som minnesstenen listar är i kronologisk ordning: Mewe 1626, Dirschau 1627, Breitenfeld 1631, Lützen 1632, Jankow 1645, Krakau 1655, Danziger Haupt 1659, Nya Elfsborg 1719, Neu Wahlen 1762, Hogland 1788, Stralsund 1807, Dessau 1813. Den största arbetsinsatsen gjordes i slagen vid Leipzig 1642, Helsingborg 1710 och Gadebusch 1712 vilket står utmärkt längst upp på minnesstenen.
Framför kanslihuset i parken, är en minnessten rest över regementets tid. Denna sten förtecknar på ena sidan alla regementets utbildningsplatser. På stenens andra sida finns Gustav V:s namnteckning som hågkomst av H.M. Konungens visitation 29 juli 1924. 
På vänster sida om entrén till kanslihuset från kaserngården, sitter en minnesplatta över H.M Konungens besök den 15 augusti 1951. 
På högra sidan om entrén sitter en minnesplatta över omkomna värnpliktiga och officerare i tjänst för regementet under 1900-talet.

### Utmärkelsetecken
I samband med att regementet avvecklades, instiftades Älvsborgs regementes minnesmedalj i silver (ÄlvsbregMM). Band; rött med två blå ränder på mitten.

### Vänförband
- Argyll and Sutherland Highlanders, Storbritannien

## Förbandschefer
Regementschefer verksamma vid regementet åren 1624–1998.

- 1624–16??: Nils Ribbing
- 1636–1642: Lars Kagg
- 1642–1645: Bengt Ribbing
- 1644/1645–1655: Christoffer Johansson Ekeblad
- 1655–1656: Bengt Lilliehöök
- 1656–1660: Börje Nilsson Drakenberg
- 1660–1678: Sven Andersson Ranck
- 1678–1698: Malcolm Hamilton af Hageby
- 1698–1710: Anders Sparrfelt
- 1710–1728: Johan von Mentzer
- 1728–1739: Johan Abraham Lillie
- 1739–1739: Gustaf Creutz
- 1739–1747: Carl Otto Lagercrantz
- 1747–1751: Jacob Ludvig von Saltza
- 1751–1763: Reinhold Johan von Lingen
- 1763–1766: Fredrik Ribbing
- 1766–1769: Johan Cronhielm
- 1769–1781: Baltzar Philip von Wulfrath
- 1781–1800: Hugo Hamilton
- 1800–1805: Eric Edenhielm
- 1805–1810: Ernst von Vegesack
- 1810–1817: Casimir Reuterskiöld
- 1817–1819: Johan von Utfall
- 1819–1834: Melchior von Bergholtz
- 1834–1836: Casimir Reuterskiöld
- 1836–1849: Gustaf Jacob af Dalström
- 1849–1869: Ludvig Henrik Benjamin Wästfelt
- 1869–1886: Paul Melin
- 1886–1892: Adam Anders Thorén
- 1892–1894: Christer Gustaf Oxehufvud
- 1894–1898: Johan Ludvig Philip Liljencrantz
- 1898–1903: Carl Axel Leonard Nordenadler
- 1903–1906: Oscar Silverstolpe
- 1906–1913: Gustaf Henrik Sjöqvist
- 1913–1916: Adolf Erik Ludvig Lagercrantz
- 1916–1920: Ernst Lars Isaac Silfverswärd
- 1920–1927: Karl Alfred Rignell
- 1927–1936: Axel von Arbin
- 1936–1938: Arvid Moberg
- 1938–1942: Anders Teodor Bergquist
- 1942–1951: Gunnar Brinck
- 1951–1956: Gustav Åkerman
- 1956–1959: Erik Rosengren
- 1959–1962: Bengt Uller
- 1962–1963: Sigmund Ahnfelt (tillförordnad)
- 1963–1966: Sigmund Ahnfelt
- 1966–1975: Karl Gunnar Lundquist
- 1975–1981: Åke Lundberg
- 1981–1986: Sven Henry Magnusson
- 1986–1989: Per Blomquist
- 1989–1992: Svante Bergh
- 1992–1998: Matts Uno Liljegren

## Namn, beteckning och förläggningsort
| Kungl. Älvsborgs regemente | 1624-03-10 | – | 1713-05-06 |
| Kungl. Älvsborgs regemente | 1714-??-?? | – | 1974-12-31 |
| Älvsborgs regemente        | 1975-01-01 | – | 1998-06-30 |

| № 15       | 1816-03-26 | – | 1914-09-30 |
| I 15       | 1914-10-01 | – | 1975-06-30 |
| I 15/Fo 34 | 1975-07-01 | – | 1998-06-30 |

| Timmele hed (F)       | 1685-??-?? | – | 1770-??-?? |
| Kila hed (F)          | 1770-??-?? | – | 1783-??-?? |
| Örby hed (F)          | 1783-??-?? | – | 1796-??-?? |
| Fristad hed (F)       | 1797-??-?? | – | 1914-??-?? |
| Borås garnison (F)    | 1914-10-06 | – | 1998-06-30 |
| Tånga Hed (Ö)         | 1968-??-?? | – | 1998-06-30 |
| Remmene skjutfält (Ö) | 1968-??-?? | – | 1998-06-30 |

## Kända personer som gjort värnplikt på I 15
- Ingvar Oldsberg, programledare (värnplikt 1965).[20]
- Sven Jonasson, fotbollsspelare IF Elfsborg flest matcher 409 flest mål 252. 42 Landskamper 20 mål (värn 19??)
- Joakim Geigert, programledare (värnplikt 1984–1985).
- Erik Fåglum Pettersson, cykel (värnplikt 1965–1966).
- Ove Grahn, fotbollsspelare.
- Bernt Frilén, orienterare 3 Guld i VM (värnplikt 1965–1966).

## Galleri

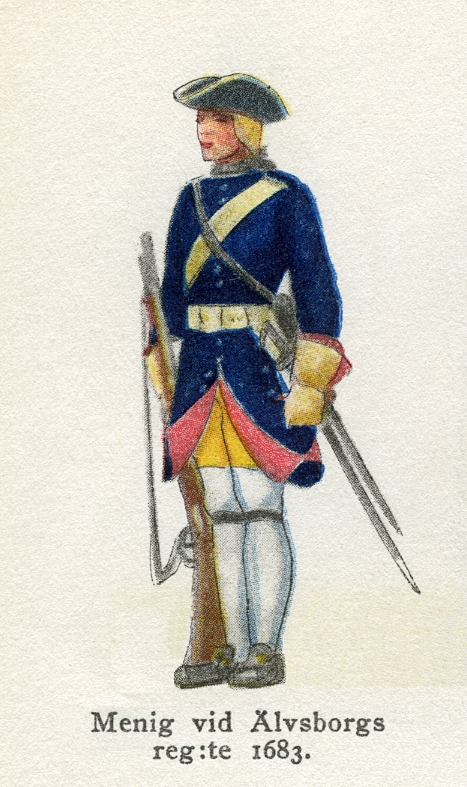
Menig soldat vid Älvsborgs regemente 1683 (efter en akvarell av Torsten Ekberg)
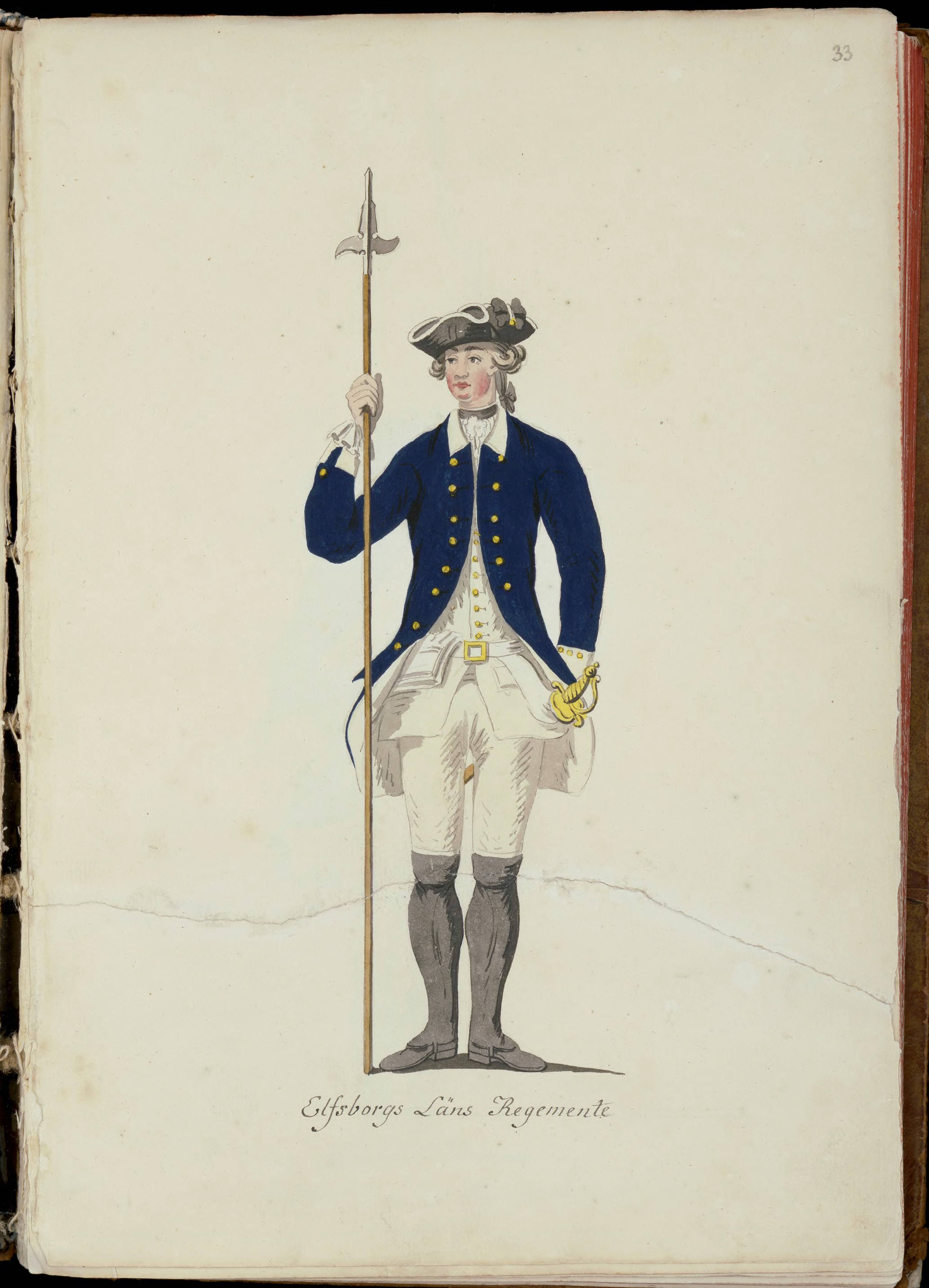
Uniform m/1765
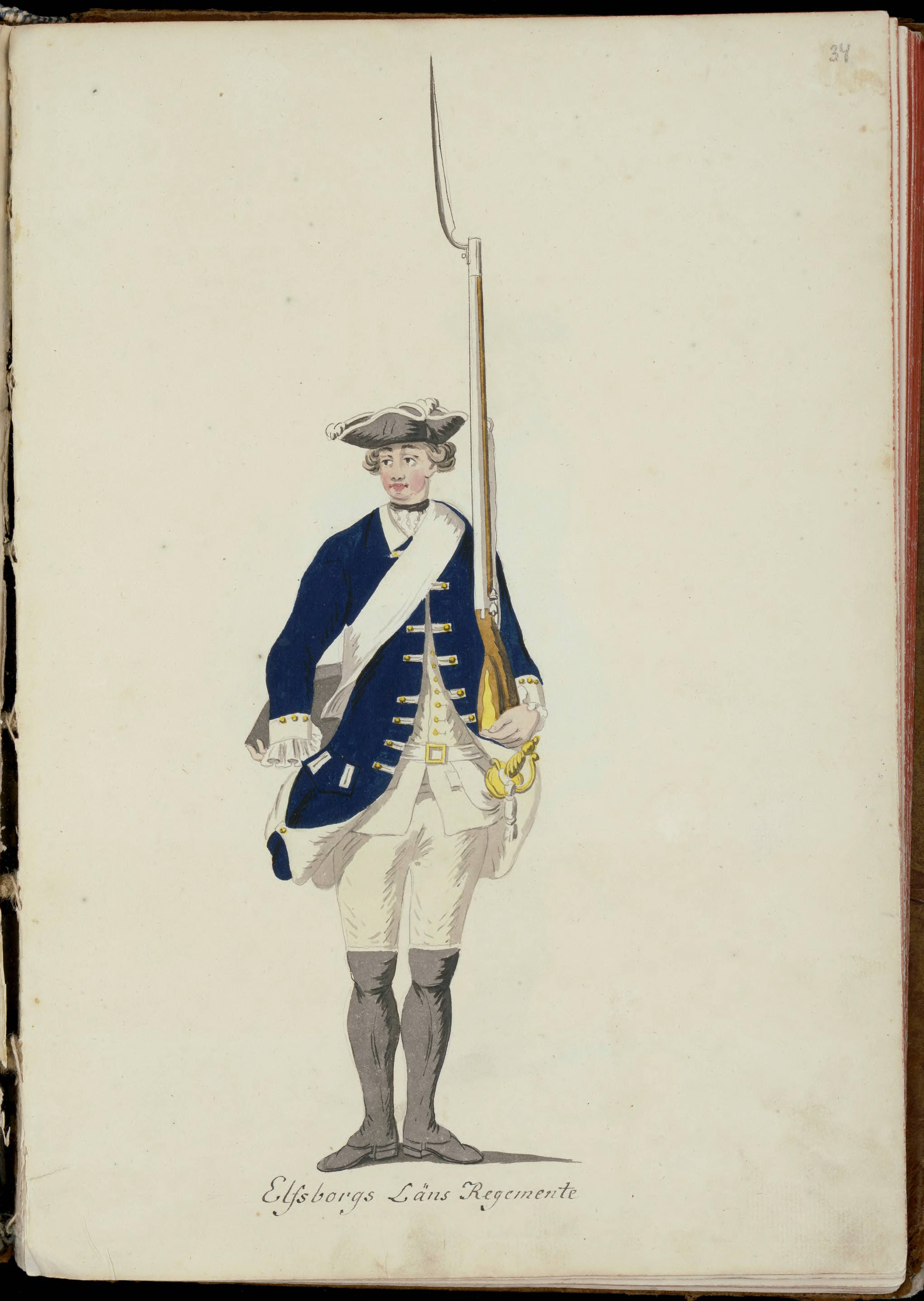
Uniform m/1765
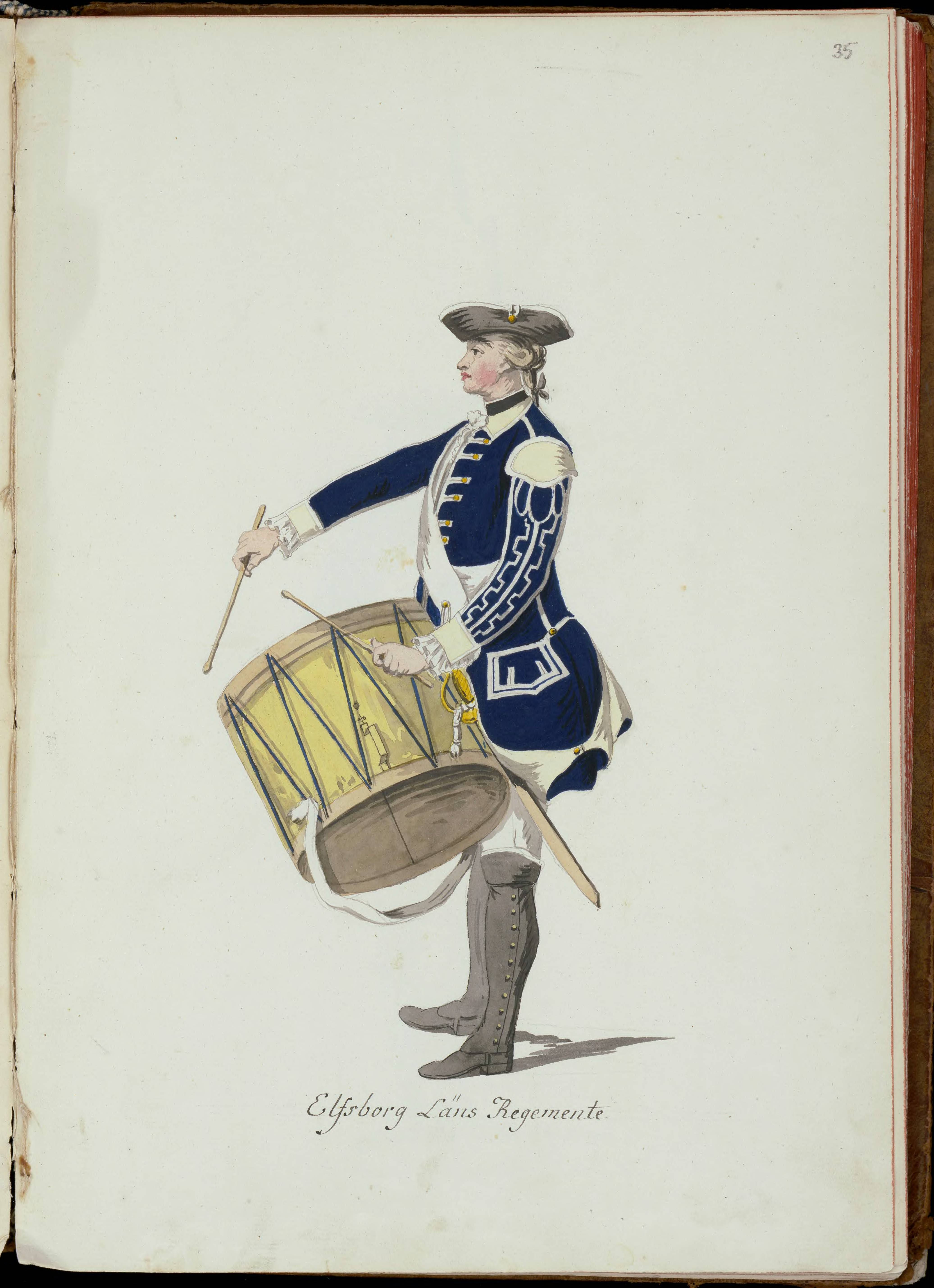
Uniform m/1765
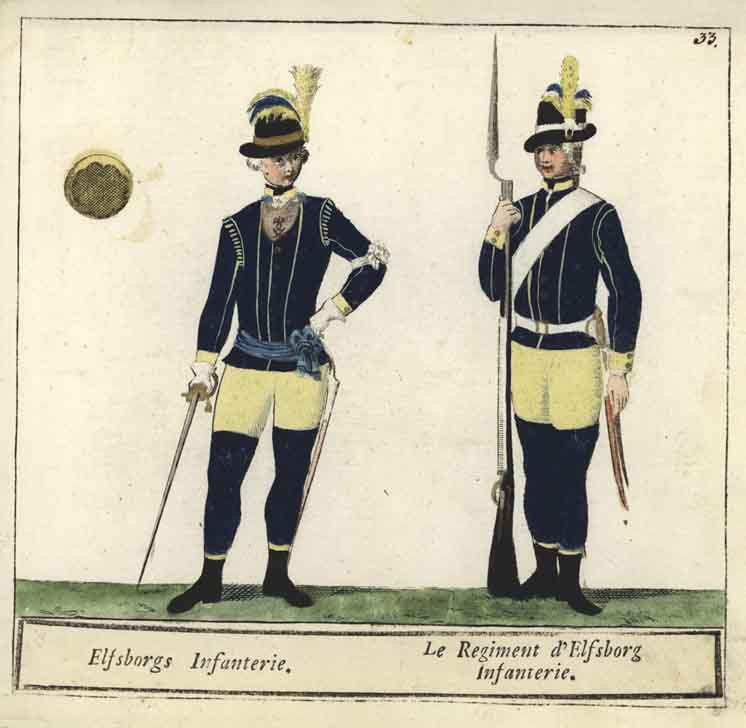
Uniform m/1779
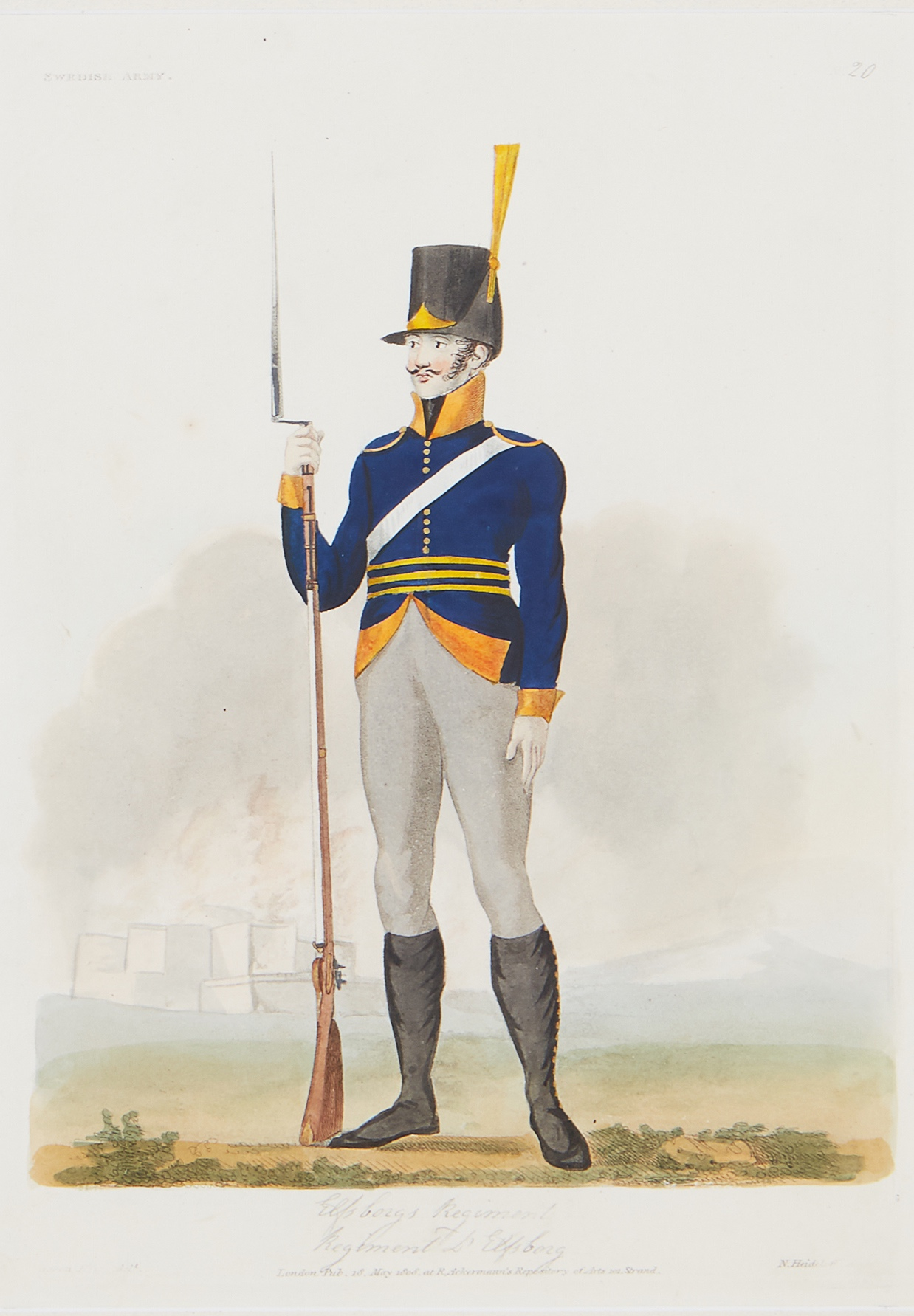
Regementets uniform m/1806
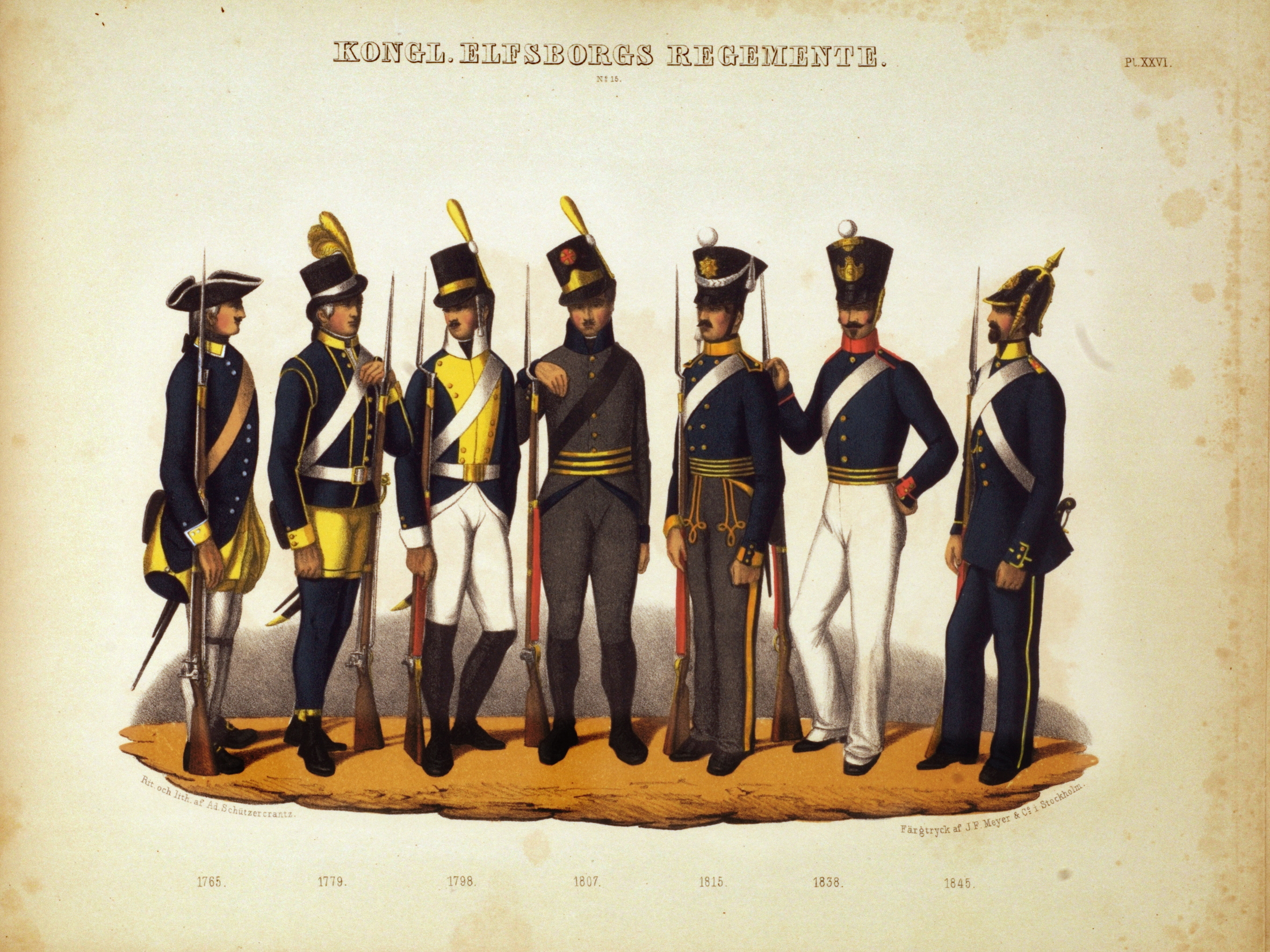
Regementets uniformer åren 1765–1845.
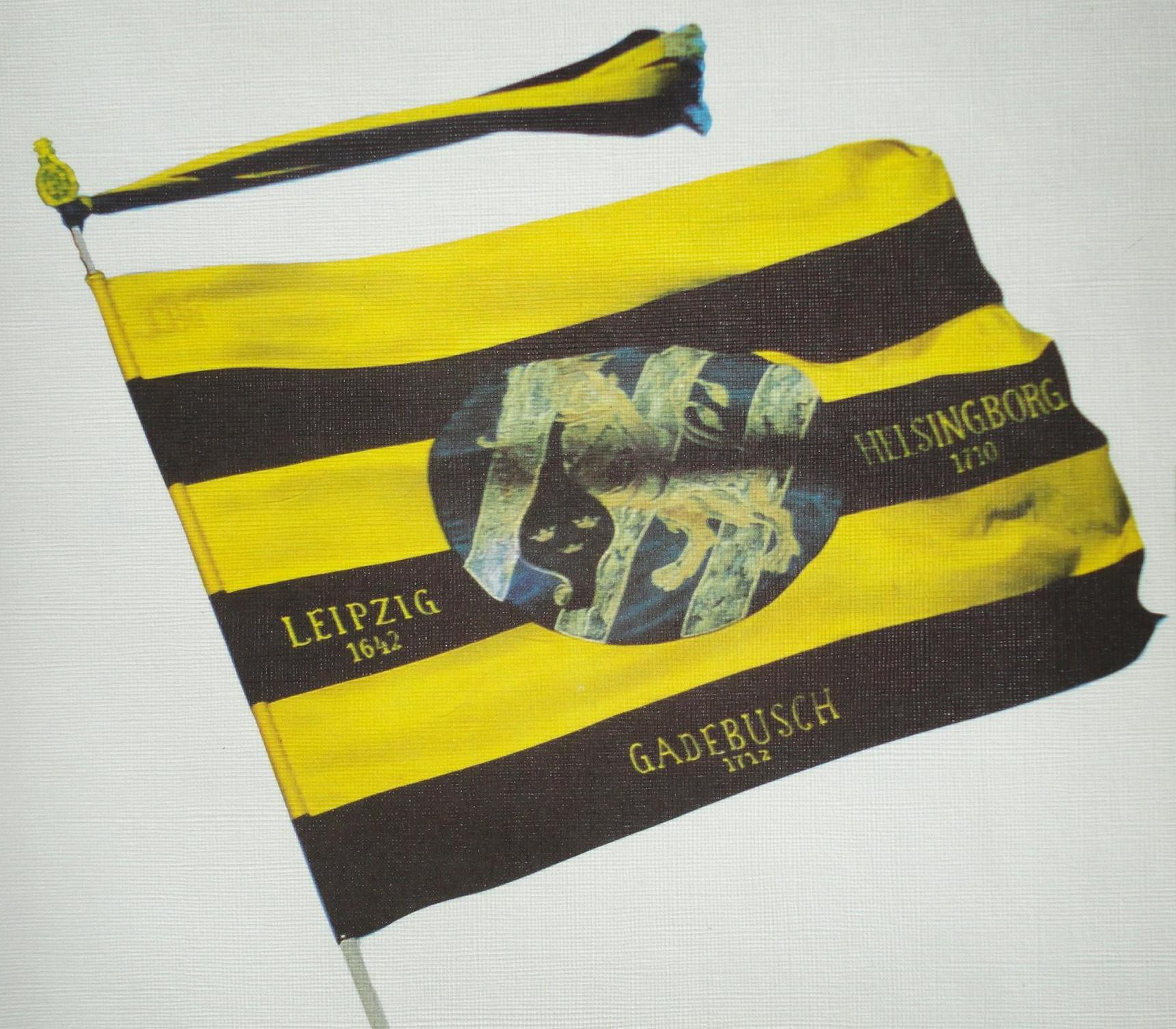
Kungl. Älvsborgs regementes fana (en av två bataljonsfanor) enligt Oscar I:s typ, överlämnad av kronprinsen sedermera kung Karl XV på Axevalla hed den 24 juni 1858. Fanmönstret har i grunden varit oförändrat sedan 1600-talet. Fanan (1.bataljons) blev regementsfana 1904 och hänger idag i Älvsborgsmässen på Göteborgs garnison.
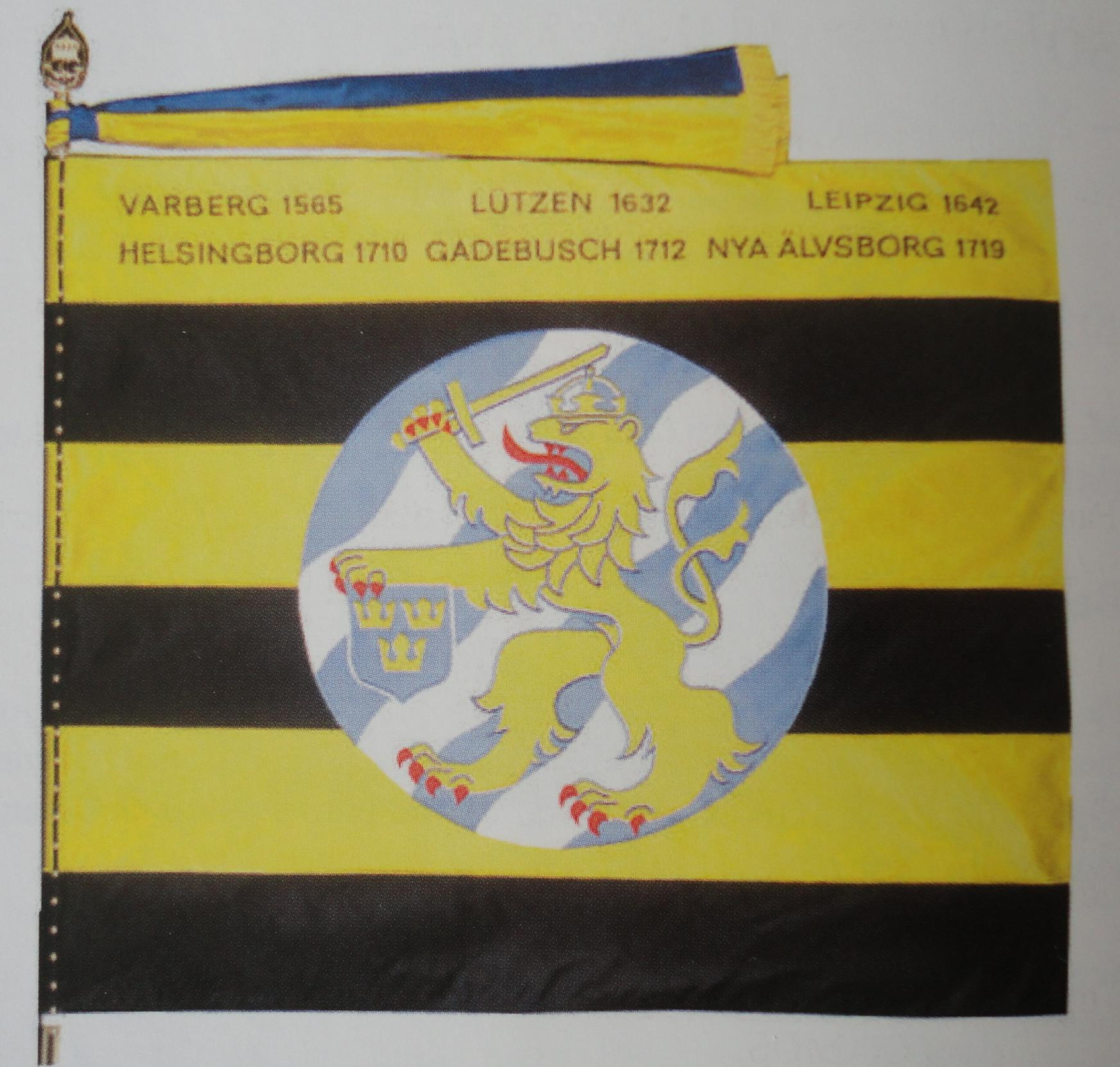
Älvsborgs regementes fana 1995 - fanan överlämnades av ÖB, general Owe Wiktorin, till dåvarande Älvsborgs regemente. Idag föres fanan av Elfsborgsgruppen i Sjuhäradsområdet och förvaras i Borås.
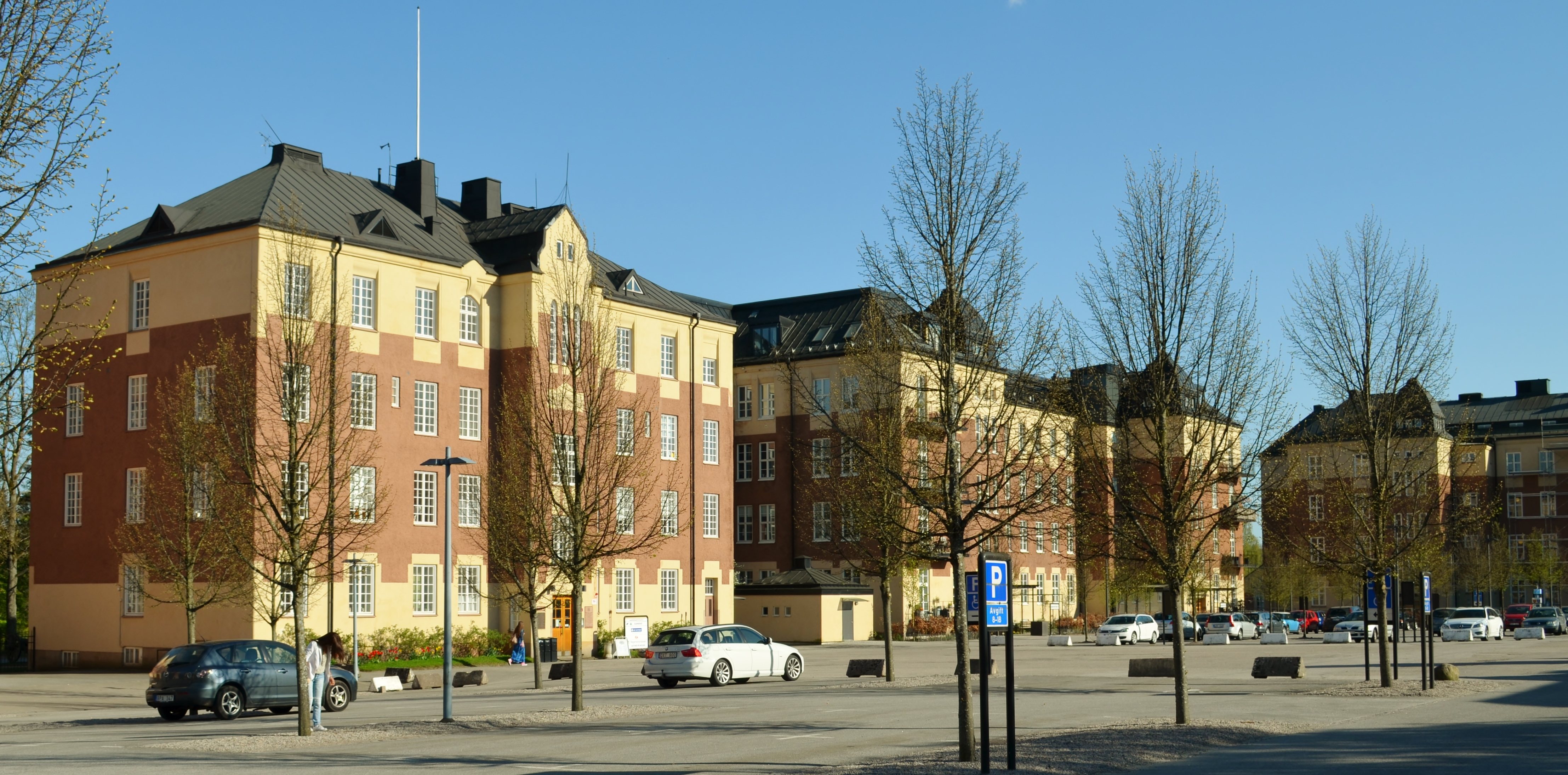
Vy över delar av regementet
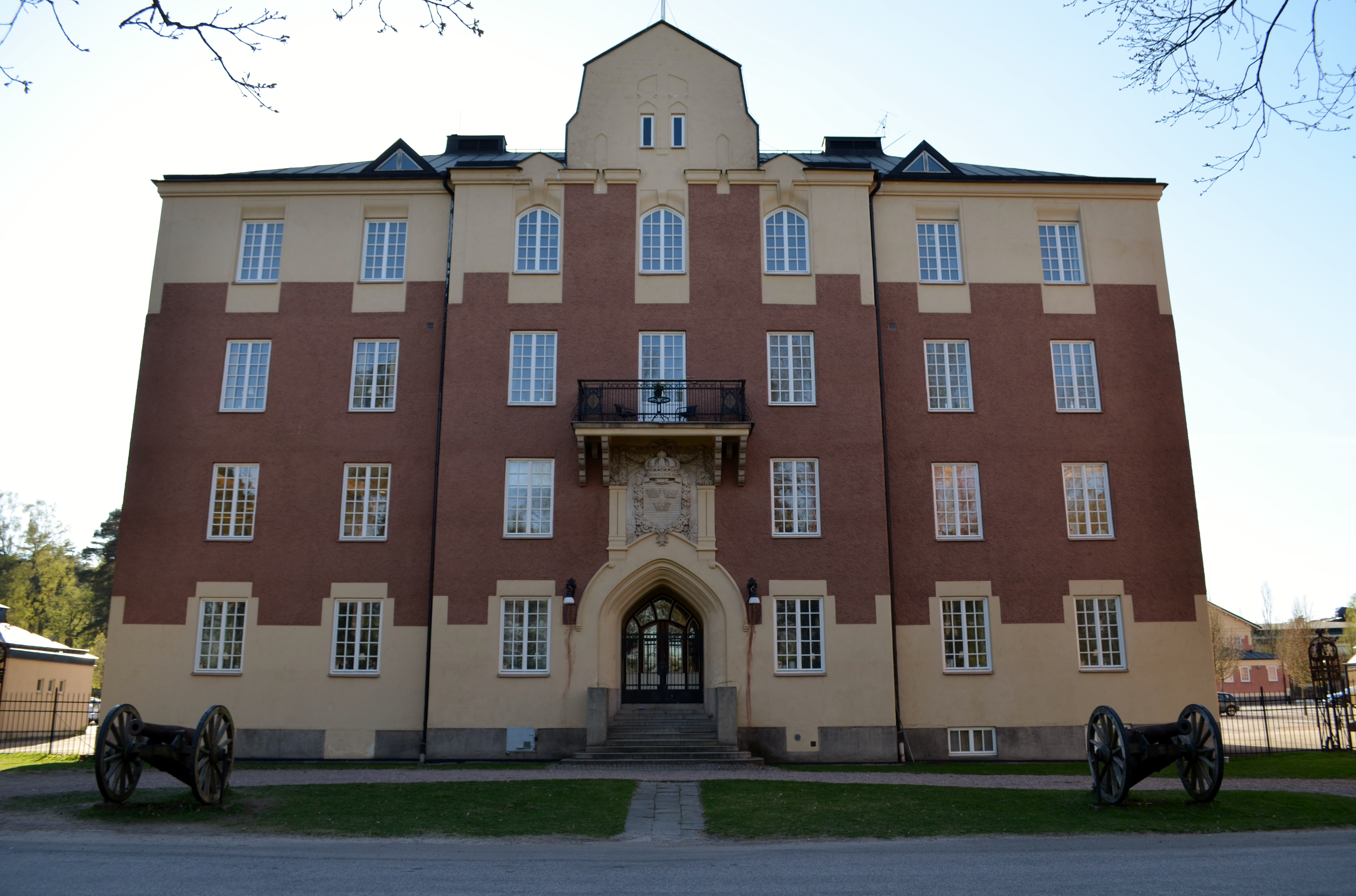
Vy över kanslihuset vid regementet.
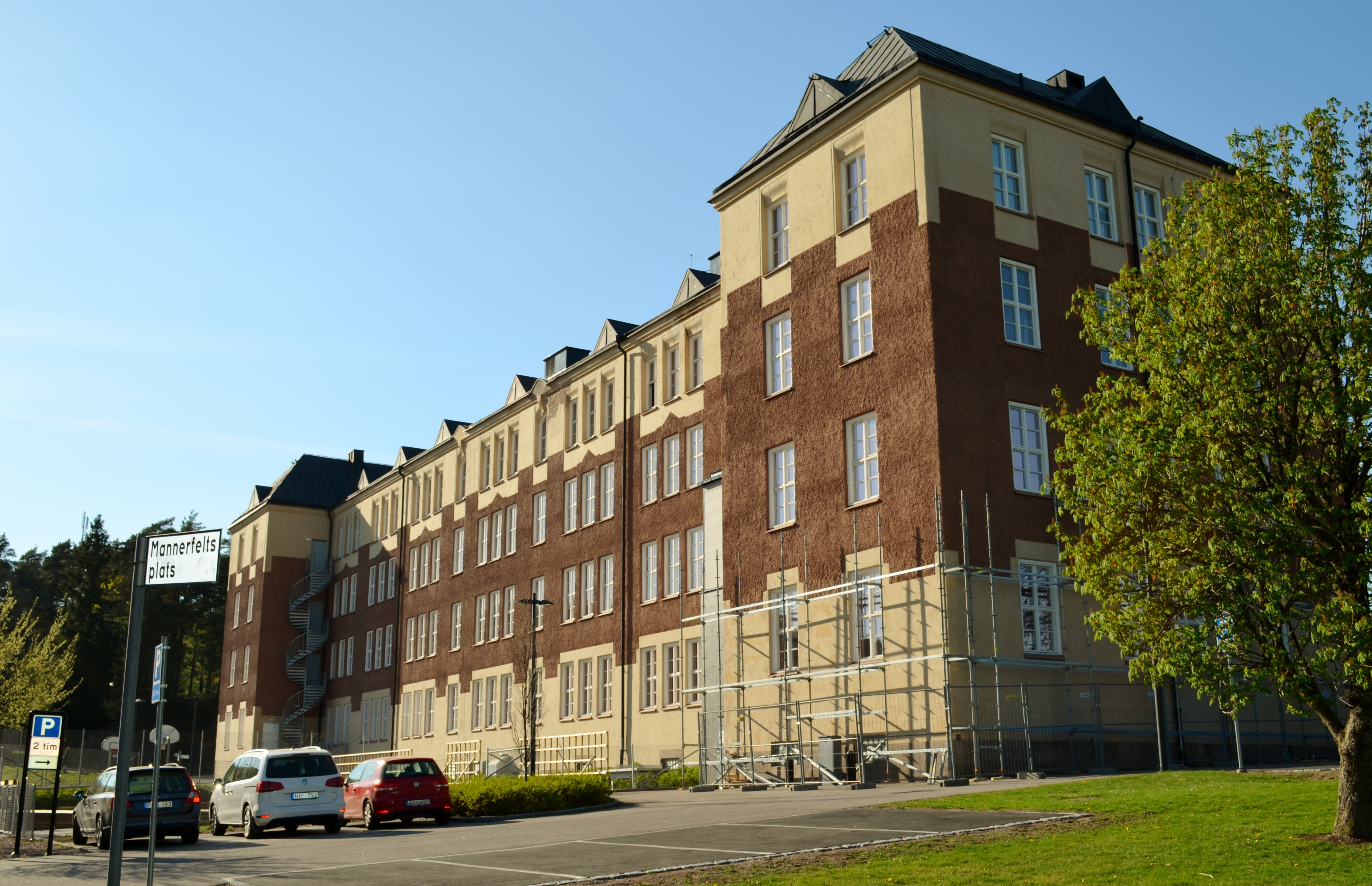
Vy över södra kasernen.
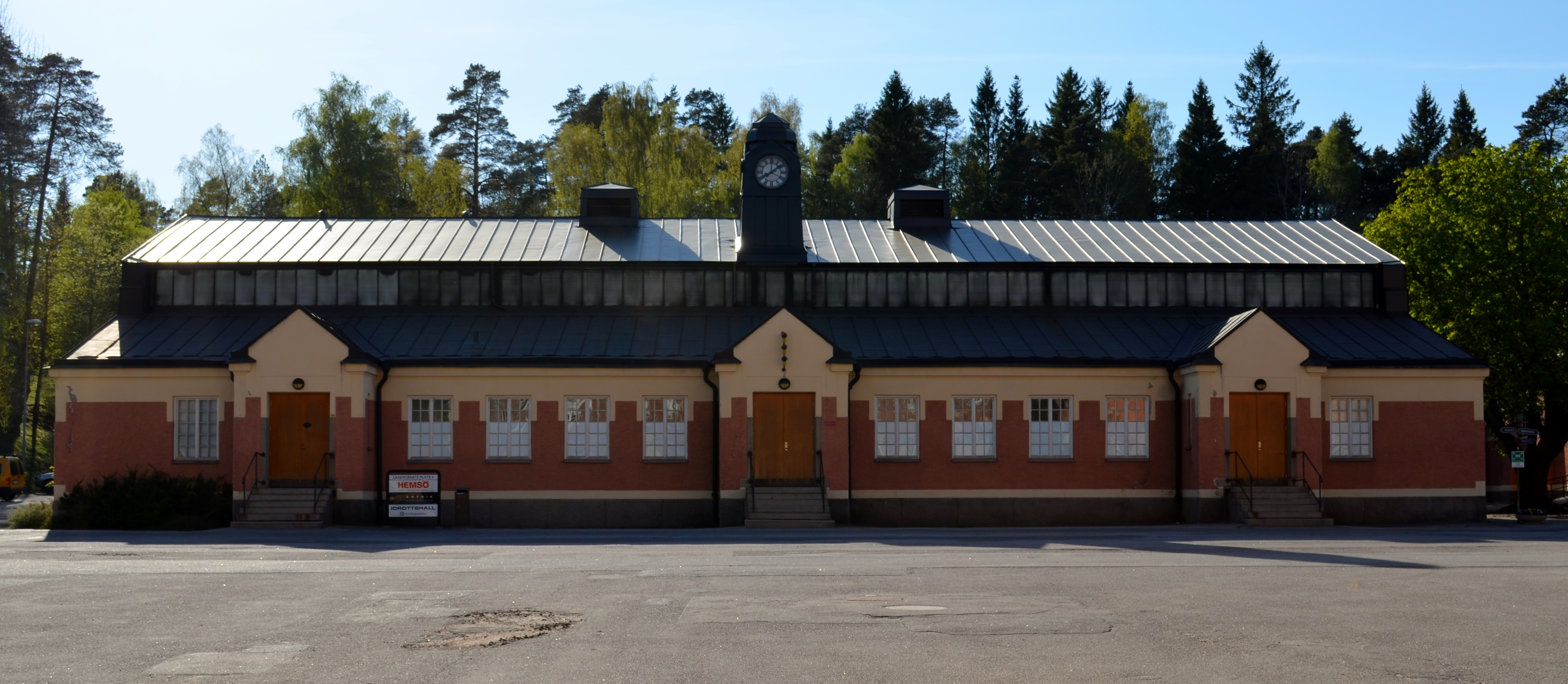
Militärrestaurangen vid regementet.
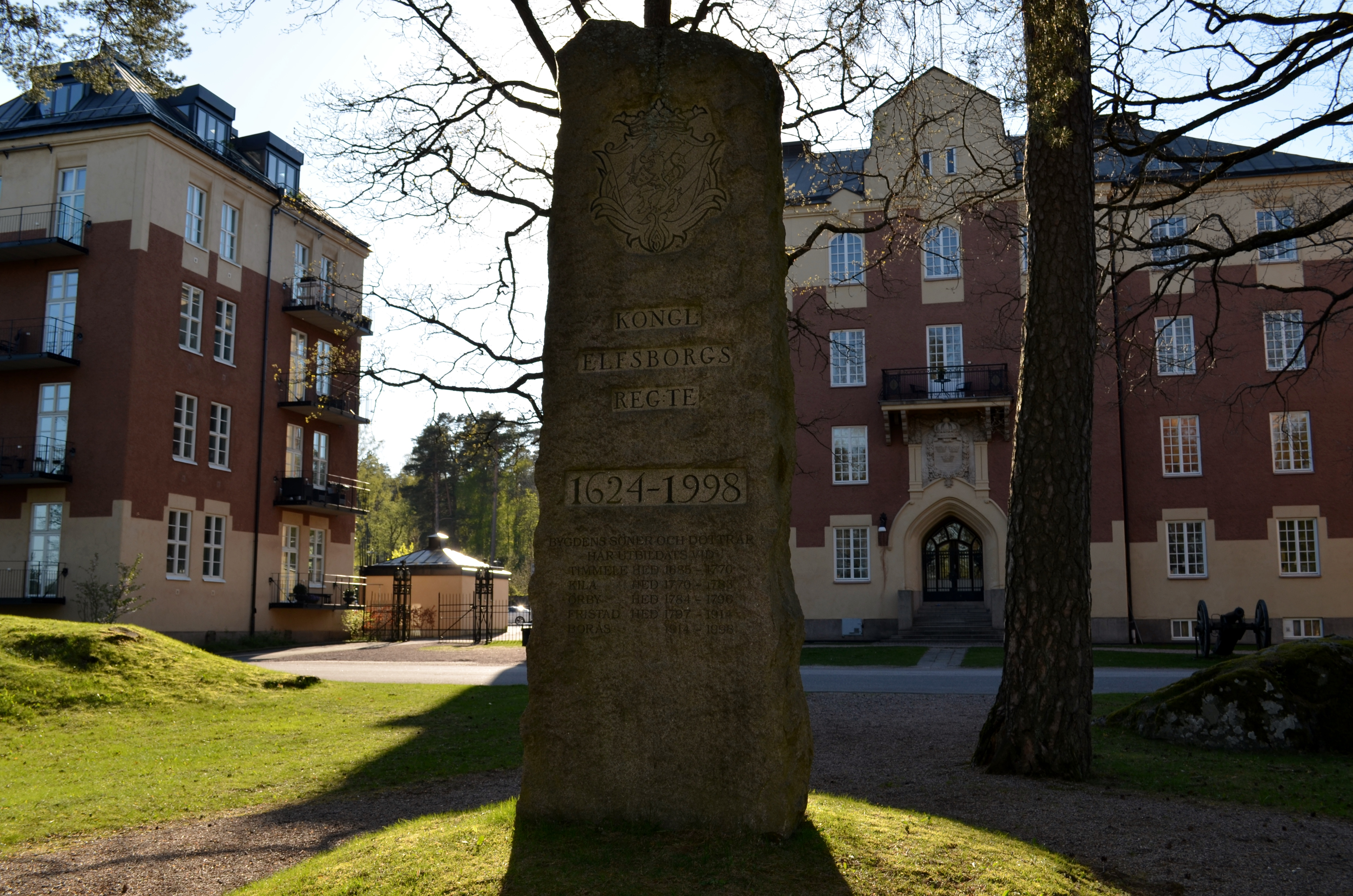
Minnessten vid Älvsborgs regemente.
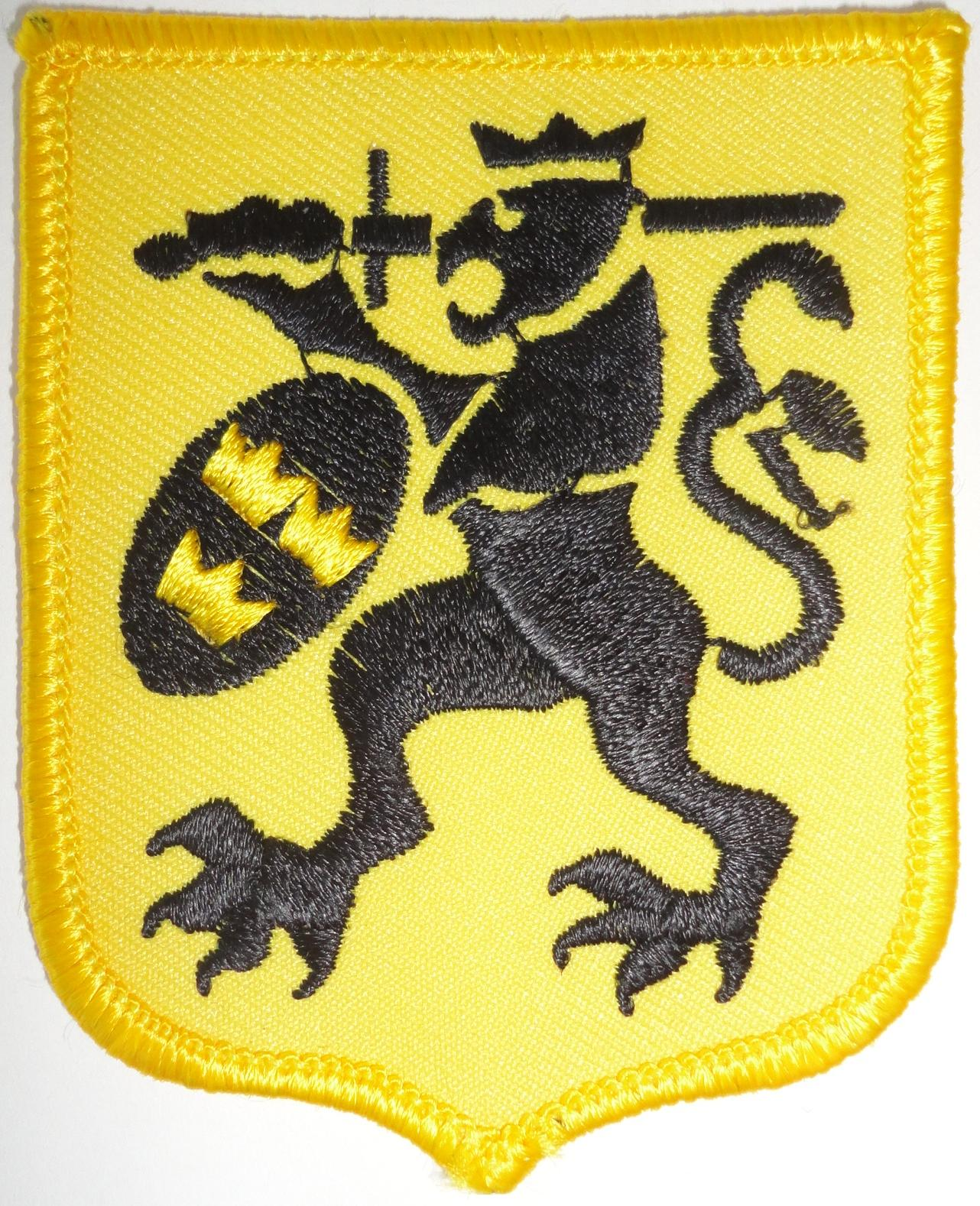
Älvsborgs regementes förbandsmärke till fältuniform 1984–1995.
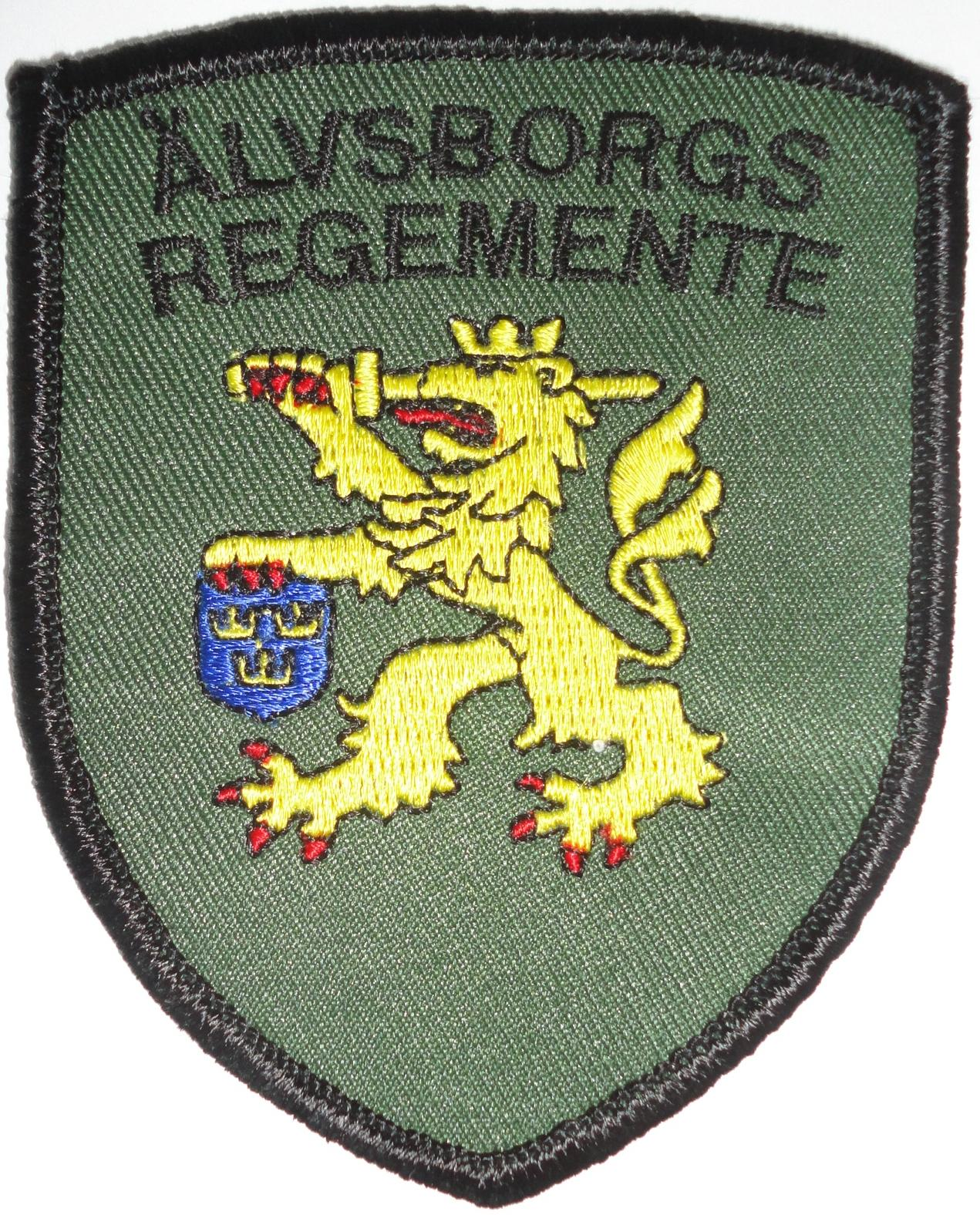
Älvsborgs regementes förbandsmärke till fältuniform 1995–1998. I samband med att regementet och brigaden omorganiserades och erhöll nya fanor och kompaniflaggor (kompanitecken), genomfördes en översyn av förbands- och kompanimärken. En mer fältmässig färgsättning infördes från 1995.